# 岡野俊昭
岡野 俊昭（おかの としあき、1946年（昭和21年）3月21日 - 2023年（令和5年）12月22日)は、日本の政治家。教育者。元千葉県銚子市長（1期）、元・新しい歴史教科書をつくる会副会長。

## 略歴
千葉県銚子市生まれ。日本体育大学体育学部卒業。銚子市内の中学校の教諭、教頭、校長を務め、校長時代は挨拶、清掃、ランニングなどを生徒に行い、学校立て直しの成果を挙げた。日本体操協会強化コーチ、スペイン・バルセロナ日本人学校校長、北米・欧州地区日本人学校長研究協議会会長を歴任した。
2006年、銚子市長選挙に立候補して、現職の野平匡邦を破って当選した。選挙の公約に「市立総合病院の存続」を挙げながら休止したため、市民から解職請求運動が起こり、2009年に住民投票の結果、解職が成立し、市長を失職した。解職後の市長選挙には前市長の野平匡邦ら6人が立候補する選挙戦となったが、前市長の野平に大差で敗れた。
2010年の参議院議員選挙に日本創新党から比例区で立候補したが、落選した。
新しい歴史教科書をつくる会の副会長を務めていた。
2023年12月22日、食道がんにより死去。77歳没。死没日付をもって正六位に叙され、瑞宝双光章を追贈された。